# Stephanus-díj
A Stephanus-díj a Szent István Társulat és a Stephanus Alapítvány közösen alapított kulturális díja. 1993-tól az évente megrendezett Szent István Könyvhét ünnepi megnyitóján (májusban) adja át a Társulat fővédője és az Alapítvány elnöke, irodalmi és teológiai kategóriában.
A díjazottak minden évben – az alapító okirat szerint – olyan szerzők, akik magyar nyelven megjelent műveikben, publikációikban az egyetemes keresztény-európai kultúra értékrendjét közvetítik, mind a teológiai tudományok, mind pedig az irodalmi műfajok területén.

## Díjazottak

### 2019
- Robert Sarah bíboros (teológia kategória)
- Szelestei Nagy László  irodalomtörténész, egyetemi tanár (irodalom kategória)

### 2018
- Rokay Zoltán (teológia kategória)
- Valter Ilona régész (irodalom kategória)

### 2017
- Szuromi Szabolcs Anzelm (teológia kategória)
- Pierre Riché francia történész (irodalom kategória)

### 2016
- Kocsis Imre (teológiai kategória)[1]
- Michael Hesemann (irodalmi kategória)[1]

### 2015
- André-Joseph Léonard, mechelen-brüsszeli érsek (teológiai kategória)[2][3]
- Kányádi Sándor (irodalmi kategória)[2][3]

### 2014
- Bolberitz Pál (teológiai kategória)[4][5]
- Fésűs Éva (irodalmi kategória)[4][5]

### 2013
- Gianfranco Ravasi (teológiai kategória)
- Adamik Tamás (irodalmi kategória)

### 2012
- Dolhai Lajos teológus (teológiai kategória)[6]
- Barna Gábor néprajztudós (irodalmi kategória)[6]

### 2011
- Reinhard Marx - (teológiai kategória)
- Hárs Ernő - (irodalmi kategória)

### 2010
- Farkasfalvy Dénes - (teológiai kategória)
- Kopp Mária - Skrabski Árpád - (irodalmi kategória)

### 2009
- Gánóczy Sándor (Alexandre) – (teológiai kategória)
- Czakó Gábor (irodalmi kategória)

### 2008
- Anton Ziegenaus – Augsburg (teológiai kategória)
- Rónay László (irodalmi kategória)

### 2007
- Jelenits István (teológiai kategória)
- Kalász Márton (irodalmi kategória)

### 2006
- Angelo Scola, bíboros, velencei pátriárka – Velence (teológiai kategória)
- Jókai Anna, író, költő – Budapest (irodalmi kategória)

### 2005
- Joachim Gnilka – München (teológiai kategória)
- Vasadi Péter, író, költő, esszéista (irodalmi kategória)

### 2004
- Kereszty Rókus O.Cist. – Los Angeles (teológiai kategória)
- Czigány György (irodalmi kategória)

### 2003
- Szentmártoni Mihály SJ – Róma (teológiai kategória)
- Dávid Katalin (irodalmi kategória)

### 2002
- Jakubinyi György – Gyulafehérvár (teológiai kategória)
- Molnár Tamás – New York (irodalmi kategória)

### 2001
- Szabó Ferenc (teológiai kategória)
- Tarbay Ede (irodalmi kategória)

### 2000
- Török József és Rózsa Huba (teológiai kategória)
- Dékány Endre (irodalmi kategória)

### 1999
- a Stephanus-díjat nem adták ki

### 1998
- Joseph Alois Ratzinger és Zakar Ferenc Polikárp O.Cist. – Róma (teológiai kategória)
- Mészáros István (irodalmi kategória)

### 1997
- Erdő Péter (teológiai kategória)
- Magyar Ferenc (irodalmi kategória)
- Valentiny Géza – Bécs (a magyar egyházért és kultúráért kategória)

### 1996
- Franz Kard. König – Bécs (teológiai kategória)
- Tordon Ákos Miklós (irodalmi kategória)

### 1995
- Csanád Béla (teológiai kategória)
- Vidor Miklós (irodalmi kategória)

### 1994
- Vanyó László (teológiai kategória)
- Nemeskürty István (irodalmi kategória)

### 1993
- Gál Ferenc (teológiai kategória)
- Erdélyi Zsuzsanna (irodalmi kategória)